# Finschhafen
Finschhafen, talvolta trascritta come Finschafen, Finschaven o Fitch Haven, è una città della Papua Nuova Guinea, situata nella parte orientale della penisola di Huon sull'isola della Nuova Guinea. Amministrativamente parte della Provincia di Morobe, la città è il capoluogo dell'omonimo distretto.

## Storia
Finschhafen sorge all'interno di una stretta baia aperta sul Mare delle Salomone, un eccellente porto naturale, esplorata e cartografata dal navigatore britannico John Moresby nel 1873–74; il nome dell'abitato deriva da quello dell'esploratore tedesco Otto Finsch (in lingua tedesca Finsch hafen significa "porto di Finsch"), che nel 1884 visitò la zona reclamandola per la Germania imperiale. Parte della colonia della Nuova Guinea tedesca, Finschhafen funse da centro amministrativo del possedimento fino all'inizio del XIX secolo quando fu abbandonata per via delle condizioni poco salubri del luogo; in seguito, divenne sito di una missione luterana.
Dopo la prima guerra mondiale la città passò sotto l'amministrazione dell'Australia come parte del Territorio della Nuova Guinea. Nel 1942, allo scoppio della seconda guerra mondiale nel teatro del Pacifico, Finschhafen fu occupata dalle truppe dell'Impero giapponese che ne fecero un'importante base aerea e navale nel quadro degli eventi della campagna della Nuova Guinea; la città fu poi riconquistata dalle truppe australiane nell'ottobre 1943 nel corso degli eventi della campagna della penisola di Huon.